# Mehdi Khermaj
Mehdi Khermaj (ur. 3 czerwca 1983) – marokański piłkarz, grający jako obrońca w nieznanym klubie.

## Klub

### Początki
Mehdi Khermaj zaczynał karierę w Rachad Bernoussi, gdzie występował do 2004 roku.

### Marrakesz i Rabat
1 lipca 2004 roku dołączył do Kawkabu Marrakesz.
1 stycznia 2008 roku dołączył do FAR Rabat.

### Olympic Safi
1 lipca 2009 roku został zawodnikiem Olympic Safi.
W sezonie 2011/2012 (pierwszym dostępnym na stronie Transfermarkt) zagrał 12 spotkań.
W kolejnym sezonie wystąpił w 22 spotkaniach, ponadto raz zaliczył ostatnie podanie.
W sezonie 2013/2014 Khermaj miał okazję wystąpić w 14 meczach.

### Dalsza kariera
1 lipca 2014 roku dołączył do CODM Meknès.
1 stycznia 2015 roku przeszedł do klubu, którego nie ma w bazie serwisu Transfermarkt.